# 오음 (음운학)
오음(五音)은 한국이나 중국에서 전통적으로 음절 초의 닿소리를 조음 위치와 조음 방법에 따라 분류한 것이며, 아음(牙音, 어금닛소리), 설음(舌音, 혓소리), 순음(脣音, 입술소리), 치음(齒音, 잇소리), 후음(喉音, 목구멍소리)을 가리킨다. 이것에 반설음(半舌音, 반혓소리)과 반치음(半齒音, 반잇소리)을 증가해서 쓰인다. 한국어에 대해서는 초성오음(初聲五音)이라고도 한다.
가장 오래된 기록은 중국 남조(南朝) 양나라(梁) 고야왕(顧野王)이 만든 옥편(玉篇)에 있는 오음성론(五音聲論)에 보인다. 중국에서는 송나라 때 오음으로부터 삼십육자모(三十六字母)가 만들어졌다.

## 훈민정음 초성 체계
훈민정음 초성 체계(훈민정음의 17낱자, 동국정운의 23낱자)에서 초성은 다음과 같이 분류되어 있다.
| 조음 위치 | 오음              | 전청       | 차청        | 전탁        | 불청불탁     |
| --------- | ----------------- | ---------- | ----------- | ----------- | ------------ |
| 양순      | 입술소리 (순음)   | ㅂ 彆 [p]  | ㅍ 漂 [pʰ]  | ㅃ 步 [p']  | ㅁ 彌 [m]    |
| 치조      | 혓소리 (설음)     | ㄷ 斗 [t]  | ㅌ 呑 [tʰ]  | ㄸ 覃 [t']  | ㄴ 那 [n]    |
| 치조      | 반혓소리 (반설음) |            |             |             | ㄹ 閭 [ɾ]    |
| 치조      | 잇소리 (치음)     | ㅈ 卽 [t͡s] | ㅊ 侵 [t͡sʰ] | ㅉ 慈 [t͡s'] |              |
| 치조      | 잇소리 (치음)     | ㅅ 戌 [s]  |             | ㅆ 邪 [s']  |              |
| 치조      | 반잇소리 (반치음) |            |             |             | ㅿ 穰 [z]    |
| 연구개    | 어금닛소리 (아음) | ㄱ 君 [k]  | ㅋ 快 [kʰ]  | ㄲ 虯 [k']  | ㆁ 業 [ŋ]    |
| 성문      | 목구멍소리 (후음) | ㆆ 挹 [ʔ]  | ㅎ 虛 [h]   | ㆅ 洪 [h']  | ㅇ 欲 ø, [ɦ] |

- 현대 음성학에서 전청(全淸)은 무기 무성음, 차청(次淸)은 유기 무성음, 전탁(全濁)은 경음, 불청불탁(不淸不濁)은 유성음 가운데 비음, 유음, 마찰음, 두자음 없이 모음으로 시작하는 것을 나타낸다.(국제 음성 기호에는 경음을 표기하는 기호가 없기에 여기서는 편의상 ' 로 표시했다.)
- 전탁음 6자모는 훈민정음에서는 초성 17자에 속하지 않으며, 운용법에서 나타난다.
- 순음에는 순경음(脣輕音, 입술가벼운소리) ‘ㅸ’, ‘ㆄ’, ‘ㅹ’, ‘ㅱ’이 있는데 훈민정음 초성 체계에서는 채택되지 않았다. 순경음은 순수 국어에는 ‘ㅸ’[β]만이 쓰였고 나머지는 한자 음 표기에만 쓰였다.